# Вибух на стадіоні «Шахтар»
Вибух на стадіоні «Шахтар» — терористичний акт, що відбувся ввечері 15 жовтня 1995 року на стадіоні «Шахтар» у Донецьку. Вибух мав на меті убивство президента футбольного клубу «Шахтар» та кримінального авторитета Ахатя Брагіна; відповідальність за вибух слідство поклало на організовану злочинну групу Євгена Кушніра. Під час матчу чемпіонату України між «Шахтарем» та сімферопольською «Таврією» у віп-ложі стадіону пролунав вибух — було приведено в дію саморобний вибуховий пристрій, попередньо закладений під сходинку у службовому проході. У результаті вибуху загинули 6 осіб, включно з Ахатєм Брагіним, 3 були поранені.

## Замахи на Брагіна
До фатального вибуху на стадіоні «Шахтар» відомо щонайменше про 2 замахи на Ахатя Брагіна, які втім були невдалими. У 1994 році Брагін з родиною жив у Пісках під Донецьком, коли 19 березня невідомі відкрили вогонь по його будинку. Сам Брагін не постраждав, сховавшись у голубнику. Після інциденту Брагін з'їхав з помешкання й оселився у готелі «Люкс», де був його головний офіс, і посилив власну охорону.
8 травня 1994 року мав відбутися інший замах: по маршруту слідування автомобіля, яким користувався Брагін, у Донецьку міліція виявила вантажівку з гранатометами, з яких мали розстріляти кортеж Брагіна.

## Перебіг подій
Підготовка до вбивства Ахатя Брагіна почалася приблизно у середині вересня. При вході на віп-ложу учасниками кримінального угруповання Андрієм Акуловим та Ігорем Филипенком у бетонній основі під сходинкою була видовбана ніша приблизним розміром 40×30×20 см. У нішу був покладений саморобний вибуховий пристрій у вигляді фанерної коробки 10×20×10 см з близько 5 кг пластиду всередині, який приводився за допомогою дистанційного підривача. Отвір було зацементовано та замасковано дерев'яною накладкою на сходинці.
Організатори злочину планували здійснити замах під час матчу «Шахтаря» проти «Брюгге» у рамках Кубка володарів кубків, проте з невідомих причин Брагін єврокубковий матч своєї команди пропустив, хоча зазвичай регулярно відвідував всі ігри. Теракт вирішено було перенести на наступний матч, коли Брагін буде присутній на стадіоні, хоча організатори побоювалися, що замах може зірватися, оскільки до того часу могли відсиріти і розрядитися елементи живлення підривача.
15 жовтня у рамках чемпіонату України «Шахтар» приймав сімферопольську «Таврію». Матч розпочався о 17:00, проте вже за 6 хвилин (за іншими даними о 17:02 чи 17:03) глядачі і футболісти почули звук вибуху та помітили задимлення на одній з трибун. За спогадами Геннадія Орбу матч було перервано за кілька хвилин, коли глядачі запанікували і почали вибігати на поле (імовірно футболісти, судді та більшість вболівальників прийняли вибух за підрив петарди фанатами) футболісти дізналися про вбивство президента клубу лише у роздягальні від віце-президента «Шахтаря» Равіля Сафіулліна.
За даними слідства переодягнений у міліцейську форму Ігор Филипенко, перебуваючи на трибуні стадіону, привів у дію вибухівку. Майор міліції В'ячеслав Синенко забезпечував втечу виконавця з місця злочину. Організатором злочину слідство назвало Вадима Болотських, хоча сам він організаторами називав лідерів злочинного угруповання Кушніра і Рябіна, а сам наполягав на власній непричетності. За його свідченнями безпосередними учасниками замаху на стадіоні були 10 осіб з угруповання Євгена Кушніра; інші учасники банди перебували по маршруту автомобіля Брагіна й передавали дані про його переміщення.
Вибух у віп-ложі став причиною загибелі Ахатя Брагіна та 5 інших наближених до нього осіб (включно з охоронцями); поранень зазнали ще двоє людей з його оточення та працівниця буфету, яка перебувала з іншого боку стіни у момент вибуху. Слідство відзначило, що замах був організований професійними підривниками, оскільки його було спрямовано чітко проти Брагіна, не залишаючи йому шансів на порятунок: від Брагіна лишилась відірвана рука з годинником фірми Rolex та запальничка.

## Розслідування
Через 5 днів після вибуху газета Дзеркало тижня з посиланням на неназваного народного депутатата оприлюднила 4 версії ліквідації Брагіна, опрацьовувані слідством:
- Конфлікт з чеченськими кримінальними групами, які прагнули встановити контроль над Донецькою областю.
- Конфлікт з грузинськиму групованням з Макіївки, з яким угруповання Брагіна вело війну.
- Конфлікт з дніпропетровським кланом, який мав на меті поширити свій вплив на Донеччину.
- Убивство правоохоронними структурами, які були безсилі притягнути Брагіна до відповідальності за законом.

Юрій Луценко, який був міністром внутрішніх справ та генеральним прокурором, в інтерв'ю порталу lb.ua вказував на опосоредковану участь правоохоронців. Брагін нібито бажав купити Стінгер, щоб збити літак, в якому летів Євген Щербань, тому правоохоронці натякнули криміналітету на серйозні наслідки для них, якщо Брагін втілить задумане.
Карна справа була відкрита за статтями 17 (Відповідальність за готування до злочину і за замах на злочин) і 93 підпункти а, г, е (Умисне вбивство при обтяжуючих обставинах) Кримінального кодексу України.

## Суд
Більшість членів злочинного угруповання Євгена Кушніра зникли безвісти або були вбиті під час кримінальних розбірок до кінця 1998 року, зокрема Андрій Акулов та Ігор Филипенко загинули 1998 року. До суду були приятгнуті лише двоє учасників тих подій, які залишалися живими: організатор убивства Вадим Болотських («Москвич») та колишній майор міліції В'ячеслав Синенко.
На початку 2000-х Вадим Болотських був затриманий, за іншою версією він добровільно здався Генеральній прокуратурі України, зізнавшись у причетності до низки резонансних убивств, зокрема й до убивств Євгена Щербаня і Ахатя Брагіна. На суді Болотських спочатку визнав, що консультував виконавців злочину й сам перебував неподалік стадіону з метою координації атаки, проте пізніше відповився від своїх показів, заявивши, що обмовив себе під тиском. 2003 року Болотських засуджений до довічного позбавлення волі; відбував покарання у колонії в Луганській області. Слідство не змогло довести замовний характер жодного з вбивств, оскільки Болотських не визнав факту отримання винагороди, мотивуючи свої дії бажанням визволити український народ від впливу багатіїв.
В'ячеслав Синенко вийшов на пенсію 1997 року і пізніше разом з родиною виїхав до Греції, де був затриманий 2001 року за запитом України до Інтерполу і екстрадований 2005 року. У лютому 2007 року Синенко засуджений до довічного позбавлення волі та виплати компенсації по 50 тис. грн. двом родинам загиблих, проте вже наступного року справа була спрямована Верховним судом до Апеляційного суду Донецької області, оскільки виявив недостатню доказовість по певних епізодах. 2009 року В'ячеслав Синенко був звільнений, а справу передано на повторне розслідування. 14 грудня 2010 року Генеральна прокуратура завершила слідство у справі про вбивство Брагіна і передала її на розгляд до Ворошиловського районного суду Донецька.
Під час суду Синенко стверджував, що справу проти нього було сфальсифіковано. За його словами донецька міліція співпрацювала з місцевим криміналітетом, про що він повідомляв журналісту Ігорю Александрову. Через своє небажання бути причетним до протиправних діянь Синенко начебто був вимушений піти на пенсію, а після замаху на нього у травні 1998 року разом з родиною виїхати до Афін, де він і мешкав протягом 1999—2004 років.